# Bemmeridae
Famille
Les Bemmeridae sont une famille d'araignées mygalomorphes.

## Distribution
Les espèces de cette famille se rencontrent en Afrique australe et en Asie.

## Paléontologie
Cette famille n'est pas connue à l'état fossile.

## Taxonomie
Cette famille rassemble 47 espèces dans quatre genres.

## Liste des genres
Selon World Spider Catalog (version 21.5, 18/08/2020) :
- Atmetochilus Simon, 1887
- Damarchus Thorell, 1891
- Homostola Simon, 1892
- Spiroctenus Simon, 1889

## Publication originale
- Simon, 1903 : Histoire naturelle des araignées. Paris, vol. 2, p. 669-1080 (texte intégral).